# Латтанцио, Вито
Вито Латтанцио (итал. Vito Lattanzio; 31 октября 1926, Бари, Италия — 31 октября 2010, там же) — итальянский государственный деятель, министр обороны Италии (1976—1977).

## Биография
Получил медицинское образование, работал хирургом.
Его политическая карьера началась в 1958 году, когда он впервые был избран членом Палаты депутатов от христианских демократов, интересы округа Бари он бессменно представлял до 1992 года.
Политик на протяжении своей карьеры занимал высокие государственные должности:
- 1970—1972 гг. и 1973—1974 гг. — заместитель министра обороны,
- 1976—1977 гг. — министр обороны Италии в кабинете Джулио Андреотти. Был отправлен в отставку из-за скандала, связанного с побегом 18 сентября 1977 г. из столичного военного госпиталя Ospedale Militare Celio итальянского нацистского преступника, бывшего командира римской полиции безопасности (SIPO) Герберта Каплера.
- 1977—1978 гг. — министр транспорта,
- 1983—1988 гг. — заместитель председателя Палаты депутатов итальянского парламента,
- 1988—1991 гг. — министр без портфеля, ответственный за координацию работы сил гражданской обороны в кабинетах Чирьяко Да Митта и Андреотти,
- 1991—1992 г. — министр внешней торговли в правительстве Андреотти.